# Charonosaurus
Charonosaurus („Charonův ještěr“) byl rod velkého hadrosauridního dinosaura, objeveného v roce 1975 a formálně popsaného v roce 2000 v oblasti řeky Amuru na hranicích Číny a Ruska (geologické souvrství Jü-liang-ce). Žil na samém konci křídy, v období pozdního geologického stupně maastricht (asi před 69,9 až 66,0 milionu let).

## Popis
Charonosaurus patřil k velkým hadrosauridům, jeho délka mohla přesáhnout 10 metrů a hmotnost 5000 kg. Samotná stehenní kost měřila na délku 135 cm, což by odpovídalo spíše délce kolem 13 metrů a hmotnosti zhruba 7 tun. Byly objeveny fosilie dospělců a zřejmě i subadultních stadií tohoto dinosaura. Byl pravděpodobně příbuzný dalším lambeosaurinním hadrosauridům, jako byl severoamerický rod Parasaurolophus.

## Paleoekologie
Tito hadrosauridi byli patrně loveni velkými tyranosauridními teropody, blízce příbuznými populárnímu severoamerickému druhu Tyrannosaurus rex. Jejich fosilní zuby a jiné části kostry byly objeveny ve stejných sedimentech (geologické souvrství Udurčukan a některá další).